# Piroska Péczely

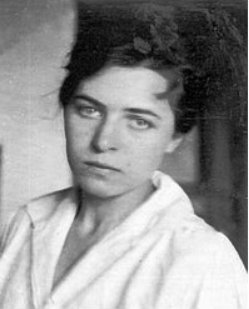
Piroska Péczely (um 1930)

Piroska Péczely (* 17. Juni 1899 in Kiskomárom, Königreich Ungarn; † 27. Februar 1978 in Keszthely) war eine ungarische Malerin, Museologin, Restauratorin und Fachbuchautorin.

## Leben
Nach dem Besuch der Mittelschule und einer Schule für Malerei absolvierte Péczely von 1915 bis 1918 ein Studium an der Ungarischen Akademie der Bildenden Künste. Ihre Lehrer waren Oszkár Glatz (1872–1958) und István Bosznay (1868–1948). Danach ging sie nach Wien, um ihre Studien bei Adalbert Seligmann fortzuführen, weitere folgten anschließend in Rom.
Zurückgekehrt nach Budapest, fand 1922 eine erste Ausstellung mit ihren Werken statt, die von Kritikern positiv aufgenommen wurde. Danach nahm sie an mehreren Ausstellungen in verschiedenen ungarischen Städten teil. Sie beschäftigte sich vorrangig mit der Porträtmalerei. In der folgenden Zeit lebte sie als Malerin und Restauratorin, daneben musizierte sie und schrieb Gedichte. 1926 veröffentlichte sie ein Buch über Bildende Kunst. Ab 1932 organisierte sie in der Staatlichen Auktionshalle (Állami Árverési Csarnok) Kunstausstellungen und wirkte dort als Restauratorin und Gutachterin. 1945 legte sie eine Prüfung zur staatlich anerkannten Kunstsachverständigen ab. 1952 wechselte sie zum Ungarischen Museum für Kunstgewerbe (Országos Iparművészeti Múzeum), um dort zu arbeiten. In den folgenden Jahren intensivierte sie ihre Tätigkeit als Autorin. 1954 zog sie von Budapest nach Keszthely, um dort am Balaton-Museum (Balatoni Múzeum) zu arbeiten, zunächst als wissenschaftliche Mitarbeiterin, später als feste Mitarbeiterin. Ab Mitte der 1950er Jahre veröffentlichte sie mehrere Bücher. Mit 60 Jahren ging sie in den Ruhestand, gab ihre Tätigkeit als Autorin jedoch nicht auf. Anfang der 1970er Jahre restaurierte sie die Familienporträts im eichenhölzernen Treppenhaus im Schloss Festetics in Keszthely. Piroska Péczely veröffentlichte zahlreiche Artikel in kunst- und kulturgeschichtlichen Zeitschriften. Eine besondere Bedeutung haben ihre Beiträge zum Schloss Festetics und der dortigen Helikon-Bibliothek.
Ihre Brüder waren der Arzt und Volksmusikforscher Attila Péczely (1897–1964) und der Literaturhistoriker László Péczely (1906–1980).

## Schriften (Auswahl)
- A képzőművészet, mint a lélek tükre. Zrínyi Nyomda, Nagykanizsa 1926.
- A keszthelyi Festetics kastély és belső berendezése. Múzeumok Központi Propaganda Irodája, Budapest 1958.
- Piroska Péczely, Károly Sági, Antal Szutrély: A 200 éves keszthelyi kórház története. Veszprém 1959.
- Tibor Koppány, Piroska Péczely, Károly Sági: Keszthely. Képzőművészeti Alap Kiadó Vállalata, Budapest 1962.
- László Csiki, Béla Iványi, Piroska Péczely, Tamásné Rákosi, Károly Sági: Keszthely és környéke. Balatonfüred 1962.
- A keszthelyi Festetics-kastély. Képzőművészeti Alap Kiadóvállalata, Budapest 1964.
  - A keszthelyi Festetics-kastély. Pannónia, Budapest, 1968.
- A Helikon Könyvtár XVIII. századi iparművészeti tárgyú metszetgyűjteménye. In: A Veszprém Megyei Múzeumok Közleményei 6. Veszprém, 1967, S. 315–328.